# 播磨幸太郎
播磨 幸太郎（はりま こうたろう、1915年 - 1953年7月19日）は、日本のサッカー選手、サッカー指導者。ポジションはフォワード。兵庫県神戸市出身。

## 来歴
兵庫県御影師範学校附属小学校を経て、兵庫県立第一神戸中学校（神戸一中、現：兵庫県立神戸高等学校）に入学し、サッカー部に所属。右近徳太郎が2年先輩に、直木和、津田幸男および二宮洋一が1年後輩に当たる。1933年1月に開催された第15回全国中等学校蹴球選手権大会での優勝に貢献した。
1933年に神戸一中を卒業して、慶應義塾大学予科に入学。慶應入学後よりソッカー部に所属して予科1年次よりレギュラー選手となった。また、在学中には慶應BRBで1度（1936年）、慶應義塾大学として1度（1937年）の計2回全日本選手権（現在の天皇杯全日本サッカー選手権大会）で優勝した。また、慶應義塾大学法学部卒業後の1939年6月の全日本蹴球選手権大會（第19回天皇杯全日本サッカー選手権大会）で慶應BRBのメンバーとして優勝した。
在学中の1938年3月に全関東のメンバーに選出されて、4月7日のイズリントン・コリンシャンズ（イングランド）戦に出場した。
1939年3月に日本代表候補に選出された が、1939年9月の日満華交歓競技大会の代表からは漏れた。
現役引退後は日本代表のコーチや日本蹴球協会、関西蹴球協会の理事を歴任。1946年に兵庫県サッカー協会の常務理事に就任した。
1953年7月19日午後3時、肝臓癌により死去した。